# Agha Petros

Petros Elia von Baz

Petros Elia von Baz (syrisch ܐܝܠܝܐ ܦܹܛܪܘܼܣ; * April 1880 in Baz bei Hakkâri, Osmanisches Reich; † 2. Februar 1932 in Toulouse, Frankreich), besser bekannt als Agha Petros, war ein assyrischer Diplomat und während des Ersten Weltkrieges ein assyrischer Militärkommandeur. Er wurde ausgezeichnet mit dem französischen Croix de guerre und dem Ordre national de la Légion d’honneur, dem russischen Orden des Heiligen Georg, dem polnischen Sankt-Stanislaus-Orden, dem belgischen Löwenorden und dem Kronenorden (Kommandeur), sowie 1921 mit dem Gregoriusorden (Kommandeur) vom Papst Benedikt XV.

## Frühe Jahre
Petros Elia erhielt seine Grundschulausbildung in seinem Dorf im Baz, bevor er eine europäische Missionsschule in der persischen Stadt Urmia besuchte. Nachdem er sein Studium beendet hatte, kehrte er nach Baz zurück und wurde dort Lehrer. Er hielt sich später in Rom auf, wo er als assyrischer Stammeschef auftrat, der seinen Stamm von der Assyrischen Kirche des Ostens zur mit der römisch-katholischen Kirche unierten chaldäisch-katholischen Kirche führen wollte. Dafür zeichneten ihn die katholischen Behörden mit einer offiziellen Auszeichnung aus. Weil er zahlreiche Sprachen fließend beherrschte – darunter Syrisch, Kurdisch, Türkisch, Arabisch, Persisch, Französisch, Englisch und Russisch – wurde er von den Osmanen zum Sekretär des Konsulats in Urmia und 1909 zum Konsul ernannt.

## Erster Weltkrieg
Nach dem Eindringen des Russischen Reiches in Urmia wurde Agha Petros zum General einer assyrischen Einheit ernannt. Er kämpfte erfolgreich mit Einheiten der Osmanen in einer Reihe von Schlachten. Im Zuge des Völkermords an den Assyrern und Aramäern geriet er unter den Einfluss der Alliierten und erhielt das Kommando über den linken Flügel einer assyrischen Freiwilligenarmee (der rechte wurde von Mar Schimuns Bruder David Schimunaia geleitet, der mittlere stand unter dem Kommando von Mar Schimun, dem Patriarchen der Assyrischen Kirche des Ostens).
In Solduz bezwangen 1500 von Petros’ Reitern die 8000 Männer starken Einheiten von Kheiri Bey. Petros besiegte die osmanischen Türken bei Saudsch Bulak und drängte sie nach Rowanduz zurück.
Nach der Ermordung Mar Schimuns durch den moslemisch-kurdischen Bandenführer Simko trat Agha Petros den Einheiten von Malik Choschaba bei, um Simko aus seiner Festung in Koynaschahr zurückzudrängen.

## Spätere Jahre
Petros war der führende Verhandlungspartner für die Assyrer zwischen 1919 und 1923. Am 24. Juli 1923 nahm er an der Völkerbunds-Friedenskonferenz im Schweizer Ort Lausanne teil, wo er die türkische Delegation um die Wiederansiedlung der Assyrer in und um die Provinz Hakkâri bat, im Gegenzug für die Treue der Assyrer. Der Sekretär und Außenminister der Türkei, Ismet Pascha, welcher die türkische Delegation leitete, war für die Wiederansiedlung, doch ein Telegramm von der Zentralregierung in Angora widersprach dem.
Seinen Lebensabend verbrachte Petros Agha nahe Toulouse in Frankreich, wo er bis zu seinem Tod lebte.

## Belege
1. ↑  Zinda-Magazin Archive (Memento vom 1. Dezember 2007 im Internet Archive)
2. 1 2 3 4 5 6  آغا بطرس: سنحاريب القرن العشرين (Memento vom 3. März 2016 im Internet Archive) (PDF; 10,7 MB), نينوس نيراري
3. 1 2  Rev. W.A. Wigram: The Cradle of Mankind, life in Eastern Kurdistan, Second Edition. A & C Black, Ltd, London 1922, S. 218–219 (online).
4. ↑  französisch: Méthy Daniel, L’action des grandes puissances dans la région d’Ourmia (Iran) et les Assyro-Chaldéens: 1917–1918. In: Studia Kurdica. Nr. 1–5, Paris 1988, ISSN 0765-1074, S. 86, Onlineversion
5. 1 2  Joseph Naayem: Shall this Nation die? Chaldean Rescue, New York, 1920, S. 277 Onlineversion
6. ↑  استشهاد مارشمعون .ونزوح الاشوريين الى بعقوبة (Memento vom 4. Juli 2010 im Internet Archive), Zahrira.net
7. ↑  1923: Agha Petros and the Lausanne Telegraphs, atour.com

| Personendaten    | Personendaten                   |
| ---------------- | ------------------------------- |
| NAME             | Agha Petros                     |
| ALTERNATIVNAMEN  | Petros Elia von Baz             |
| KURZBESCHREIBUNG | osmanischer Diplomat            |
| GEBURTSDATUM     | April 1880                      |
| GEBURTSORT       | Baz (Türkei), Osmanisches Reich |
| STERBEDATUM      | 2. Februar 1932                 |
| STERBEORT        | Toulouse, Frankreich            |